# Maria Epple
Maria Epple-Beck, nemška alpska smučarka, * 11. marec 1959, Seeg.
Največji uspeh kariere je dosegla na Svetovnem prvenstvu 1978, kjer je osvojila naslov svetovne prvakinje v veleslalomu. Nastopila je na olimpijskih igrah v letih 1976, 1980 in 1984, najboljšo uvrstitev je dosegla leta 1980 z osmim mestom v veleslalomu. V svetovnem pokalu je tekmovala dvanajst sezon med letoma 1975 in 1986 ter dosegla pet zmag in še osemnajst uvrstitev na stopničke ter drugo mesto v veleslalomskem seštevku v sezoni 1982. 
Tudi njena sestra Irene je bila alpska smučarka.